# 嘎姆擂台
嘎姆擂台（Gamelet）是一個網上遊戲平台和社交網站，由力可科技股份有限公司開發。2009年，嘎姆擂台憑藉其在Facebook首款遊戲《怪朋友Online》在玩家中取得了不錯的評價。截至2012年中，會員數目突破200萬。截至2014年中，已經有23款遊戲登上嘎姆擂台。。